# عبد الله مالك القاسمي
عبد الله مالك القاسمي شاعر تونسي من مواليد 1950 بولاية الكاف التونسية توفي يوم 15 ديسمبر 2014 عن سن تناهز ال60 عاما بعد رحلة طويلة مع المرض.
وكان مالك القاسمي من ألمع شعراء الثمانينات وقد بدأ تجربته الشعرية بكتاب جماعي بعنوان لغة الأغصان المختلفة ثم إصدار مجموعته الأولى هذه الجثة لي ثم تتالت مجموعاته الشعرية وكتبه النثرية التي كان اخرها نزهة في حدائق الكلام.
كما كان عبد الله مالك القاسمي من أنشط الكُتاب في الصحافة الثقافية خلال الثلاثين عاما الماضية.